# Ришар, Поль Эмэ
Поль Эмэ Ришар (фр. Paul Aimé Richard) — французский авиаконструктор, специалист по гидросамолётам. С 1928 по 1931 годы работал в СССР, возглавлял специально созданный 4-й опытный отдел или ОПО-4, он же МОС ВАО (Морское опытное самолётостроение Всесоюзного Авиаобъединения) при заводе № 28 в Москве, которому были переданы все опытные самолёты конструкций Д.П. Григоровича.
В конструкторском бюро Ришара в числе прочих работали С. А. Лавочкин, Н. И. Камов, М. И. Гуревич, С. П. Королёв, И. В. Четвериков, Н. К. Скржинский, Г. М. Бериев, И. А. Берлин, Д. А. Михайлов, В. Б. Шавров, Г. М. Можаровский и др.

## Проекты
- Richard-Penhoët 2 (1926);
- ТОМ-1 ("торпедоносец открытого моря", 1930).